# Tápiószecső
Tápiószecső je obec v Maďarsku v župě Pest v okrese Nagykáta.
Má rozlohu 38,38 km² a v roce 2013 zde žilo 6162 obyvatel.

## Historie
Osada vznikla už za příchodu starých Maďarů do země. Archeologické nálezy ale ukazují, že byla oblast obydlená už v době bronzové. První písemná zmínka o obci pochází z roku 1264.